# Erythrocles monodi
Erythrocles monodi is een straalvinnige vissensoort uit de familie van emmelichtiden (Emmelichthyidae). De wetenschappelijke naam van de soort is voor het eerst geldig gepubliceerd in 1954 door Max Poll & Cadenat.